# ناهضات بيتا أدرينالية
منبهات بيتا الأدرينالية  أومنبهات  بيتا- بعض الأدوية التي تعمل على استرخاء عضلات الشعب الهوائية، مما يوسع الشعب الهوائية ويؤدي إلى سهولة في التنفس. [1] هم صنف من العوامل المرتبطة بالجهاز الودي (sympathomimetic agents) والتي تعمل على adrenoceptors   مستقبلات بيتا.. [2] بشكل عام، منبهات بيتا الأدرينالية النقية لديها وظيفة عكسية لغالقات بيتا beta blockers .. منبهات بيتا   تحاكي عمل الادرينالين والنورادرينالين أي تنقل اشارات ايعاز إلى أنسجة القلب والرئتين والعضلات الملساء، تشابه عمل الادرينالين.ان تفعيل β1، β2 وβ3 سينشط الإنزيم محلقة الأدينيلات. . وهذا بدوره يؤدي إلى تفعيل المراسل الثانوي أحادي فسفات الأدينوزين الحلقي ويدفع استرخاء العضلات الملساء وانكماش الأنسجة القلبية

## الوظيفة

تنشيط مستقبلات β1 يدفع إلى سرعة تقلص إيجابي،inotropic, وانتاج chronotropic  ايجابي من عضلة القلب، مما يؤدي إلى زيادة معدل ضربات القلب وضغط الدم وإفراز هرمون جريلين ghrelin  من المعدة، وتحرر الرنين من الكليتين
تنشيط مستقبلات β2 يحث على استرخاء العضلات الملساء في الرئتين والجهاز الهضمي والرحم، ومختلف الأوعية الدموية.و  زيادة معدل ضربات القلب وانقباض عضلة القلب أيضا مرتبط بمستقبلات β2.  اما مستقبلات β3 تقع بشكل رئيسي في الأنسجة الدهنية
ان تنشيط مستقبلات β3 يحث على عملية التمثيل الغذائي للدهون

## الاستخدامات الطبية
تستخدم في علاج الحالات التالية-
- Bradycardia (slow heart rate بطيء دقات القلب
- ربو الربو
- داء الانسداد الرئوي المزمن (COPD)
- قصور القلب فشل القلب
- allergic reactions الحساسية
- hyperkalemia فرط بوتاسيوم الدم
- an antidote to محصر بيتا poisoning مضاد للتسمم بادوية (beta blocker) لانه يعمل عكسها

## الاثار الجانبية
على الرغم من  انها  صغيرة مقارنة مع الادرينالين، منبهات بيتا عادة ما يكون خفيفة إلى معتدلة الآثار الضارة، والتي تشمل القلق وارتفاع ضغط الدم، وزيادة معدل ضربات القلب والأرق. وتشمل الآثار الجانبية الأخرى الصداع والرجفة. وكذلك تم الإبلاغ عن مؤشرات  نقص السكر في الدم أيضا نتيجة لإفراز الأنسولين في الجسم بسبب تفعيل مستقبلات بيتا 2.
في عام 2013، تم سحب عقار Zilpaterol مؤقتا، هو مباع من قبل شركة ميرك  بسبب علامات مرض ضهرت في بعض الماشية التي تم استعماله عليها

## انتقائية المستقبلات
معظم منبهات مستقبلات بيتا انتقائية لواحد أو أكثر من مستقبلات بيتا. على سبيل المثال، يتم إعطاء المرضى الذين يعانون من انخفاض معدل ضربات القلب  منبهات بيتا التي هي أكثر «انتقائية للقلب» مثل الدوبوتامين، مما يزيد من قوة انقباض عضلة القلب. يتم التعامل مع المرضى الذين يعانون من التهابات مزمنة في أمراض الرئة مثل الربو أو مرض الانسداد الرئوي المزمن مع ألبوتيرولalbuterol، الذي يؤدي أساسا إلى استرخاء العضلات الملساء في الرئتين وانكماش أقل في القلب
منبهات بيتا-3  تخضع حاليا في البحوث السريرية وكي تستخدم لزيادة تكسر الدهون في المرضى الذين يعانون من السمنة المفرطة

### منبهاتβ1
منبهات β1: يحفز النشاط لانزيم adenylyl cyclase. ويفتح قنوات الكالسيوم. (المنشطات القلب، وتستخدم لعلاج الصدمة القلبية، قصور القلب الحاد، و bradyarrhythmias).  و الأمثلة المختارة-
- Dobutamine
- Isoproterenol (β1 and β2)
- Xamoterol
- أدرينالين (non-selective)

### منبهات β2
منبهات β2:  كذلك تنشط adenylyl cyclase .لكن  تغلق قنوات الكالسيوم (مرخيات العضلات الملساء، وتستخدم لعلاج الربو ومرض الانسداد الرئوي المزمن). أمثلة مختارة هي:
- سالبوتامول (albuterol in USA)
- Levosalbutamol (Levalbuterol in USA)
- Fenoterol
- Formoterol
- Isoproterenol (β1 and β2)
- Metaproterenol
- Salmeterol
- Terbutaline
- Clenbuterol
- Isoetarine
- pirbuterol
- procaterol
- ritodrine
- epinephrine (non-selective)

### الغير محددة
طبقا لMeSH مثل
- arbutamine
- befunolol
- bromoacetylalprenololmenthane
- broxaterol
- cimaterol
- cirazoline
- denopamine
- dopexamine
- etilefrine
- hexoprenaline
- higenamine
- isoxsuprine
- mabuterol
- methoxyphenamine
- nylidrin
- oxyfedrine
- prenalterol
- ractopamine
- reproterol
- rimiterol
- tretoquinol
- tulobuterol
- zilpaterol
- zinterol